# Натурална размяна
Натурална размяна при натуралната икономика е когато парични средства не се използват при търгуването. При натуралната икономика се използва система за директен бартер или споделяне, които или са законово определени или са характерни като вид обичай, или характеризират определена икономическа система. Според Центъра за изследване на демокрацията натуралната размяна има увеличен дял в България. 
При по-комплексната натурална икономика някои стоки могат да се използват като референти за бартер, при натуралната икономика е възможно също така да се използват пари като разменни средства, но техният дял да бъде толкова малък, че да бъде почти пренебрежителен .
Обикновено се смята, че натуралната размяна е период преди откриването на парите .
Маркс също коментира този тип икономика в „Към критика на политическата икономия“ и „Капиталът“, като казва:
| „                         | Натуралната икономика, монетарната икономика и кредитната икономика (...) са положени в опозиция една на друга като три характеризиращи икономически форми на движение в социалното производство. | “ |
| Капиталът Том. 2, Глава 4 | |   |